# Dodge Caravan
Dodge Caravan — це мінівени, що виробляються компанією Dodge з 1983 року.

## Перше покоління (1983—1990)

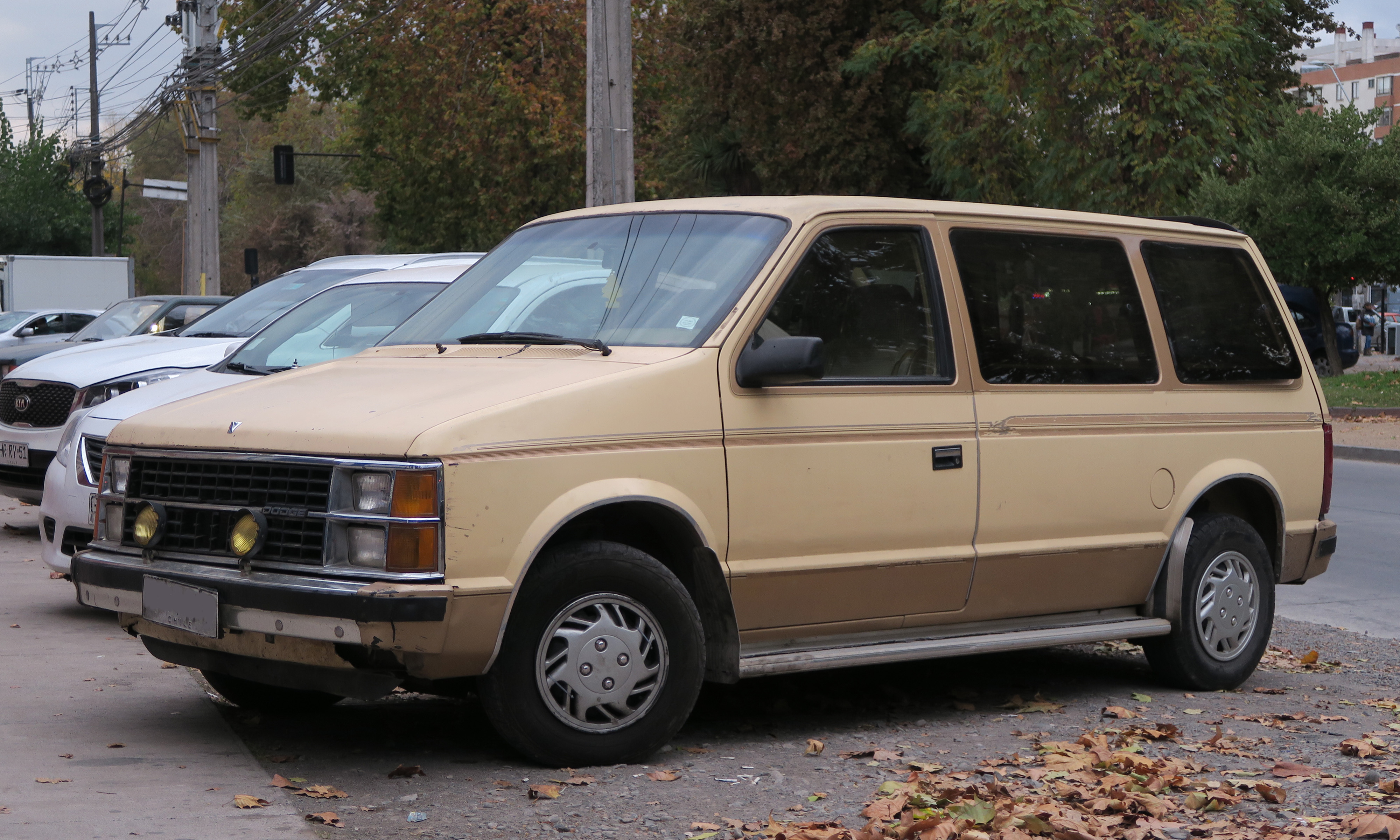
Dodge Caravan (1983—1986)

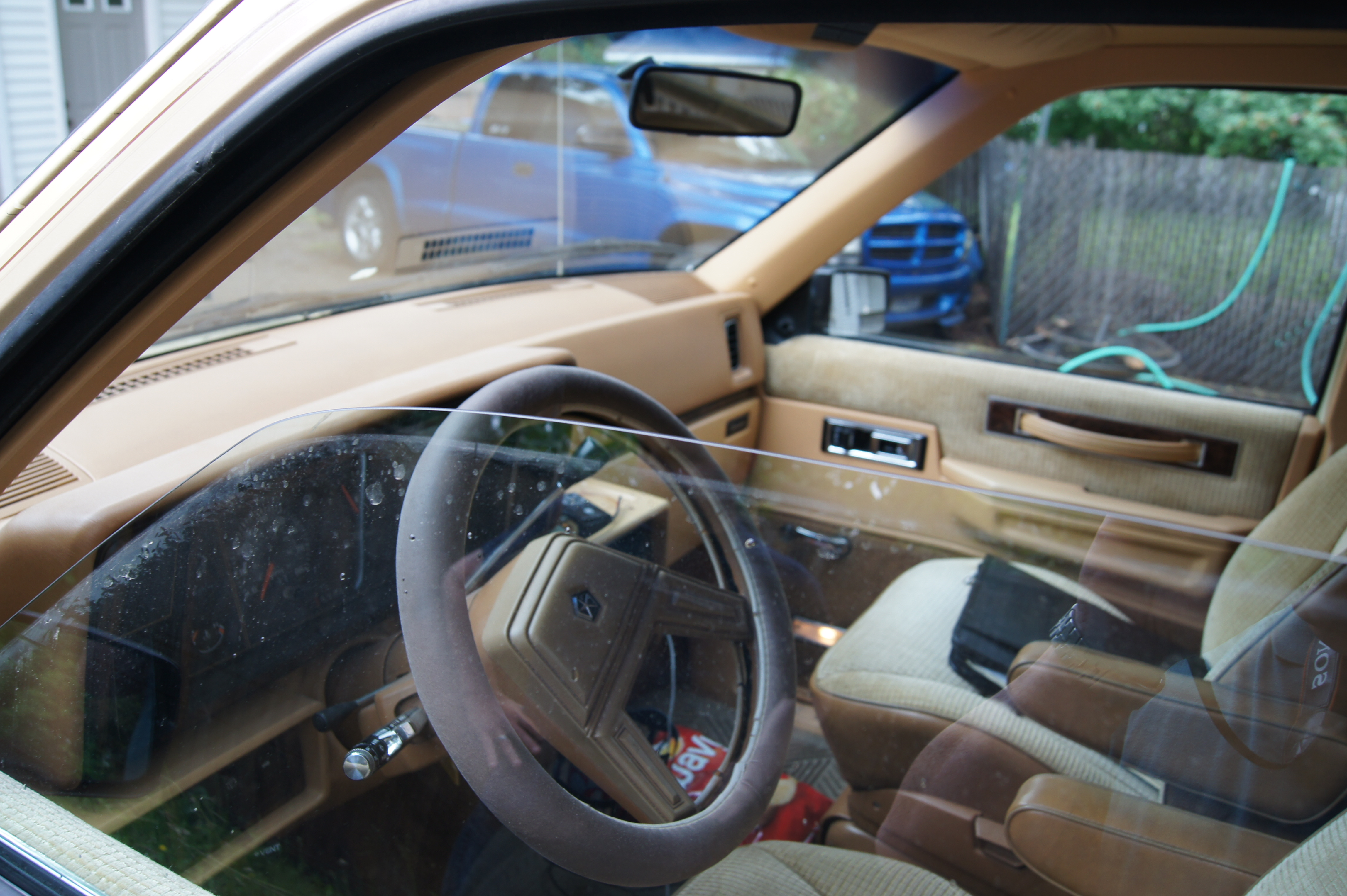

Наприкінці 1977 року Chrysler розпочав розробку того, що згодом стане мінівеном Chrysler. Окрім можливості паркування в гаражі стандартної висоти, дизайнери прагнули розробити автомобіль із низькою підлогою та рівнями NVH, як у автомобіля. У той час як передній привід шукали для дизайну, задній привід все ще вважався альтернативою з міркувань вартості. Після переходу як Хела Сперліха, так і Лі Якокки з Ford до Chrysler наприкінці 1978 року, дизайн мінівена Chrysler (на той час під кодовою назвою T-115) отримав передній привід.
У той час як Dodge Caravan (і Plymouth Voyager) не мали спільного шасі з K-cars, обидві лінійки моделей зберегли механічну спільність, поділяючи двигуни та трансмісії.
Перший Dodge Caravan з'явився ще в 1983 році і відразу завоював популярність, оскільки поклав початок абсолютно новому класу містких сімейних автомобілів. На догоду шанувальникам різних марок, один і той же автомобіль продавався під іменами Chrysler Voyager, Plymouth Voyager і Dodge Caravan. Розрізнити їх можна було хіба що по фірмовим емблемам, елементам фронтальної частини корпуса (решітка радіатора, бампери) і деяким відмінностям в салоні.
В ролі головної рушійної сили виступали два двигуни: 2,5-літрова інжекторна «четвірка» з турбонаддувом потужністю 150 к.с. і 3,5-літровий V6 потужністю 141 к.с. Останній двигун став найбільш популярним.

### Рестайлінг 1987

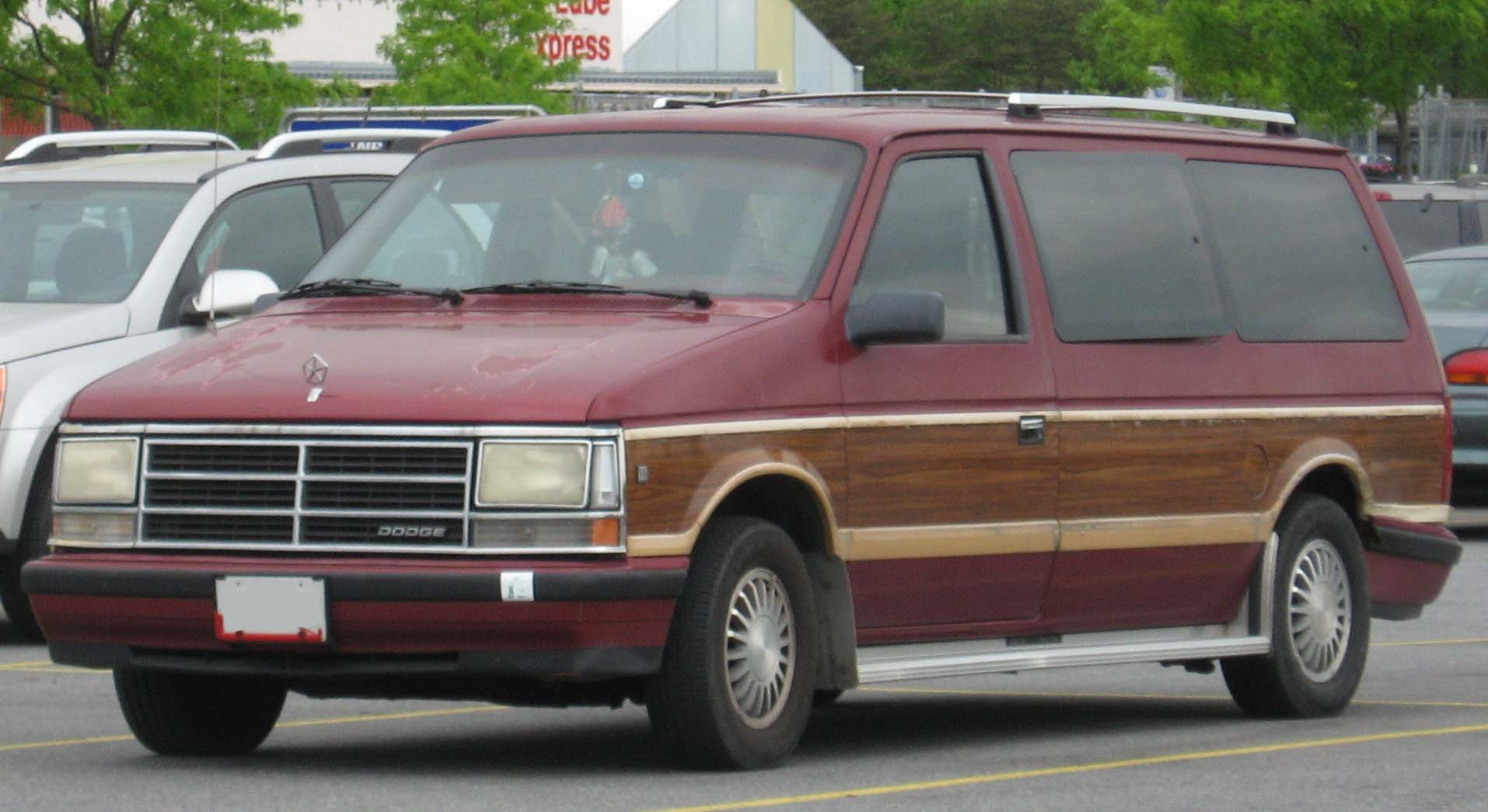
Dodge Grand Caravan (1987—1990)

В 1987 році автомобіль зазнав легкий рестайлінг, який найбільше помітний по фронтальній світлооптиці (вертикальні фари поступилися місцем горизонтальним). В цьому ж році модель почала поставлятися на європейський ринок. Серійний автомобіль повністю відповідав практично всім вимогам, що пред'являються до сімейних мінівенам, як по комфорту, так і за динамічними характеристиками. Кондиціонер, склопідйомники і підстаканники монтували спочатку тільки на замовлення.

### Двигуни
- 2.2 л K I4
- 2.5 л K I4
- 2.5 л K turbo I4
- 2.6 л Mitsubishi G54B I4
- 3.0 л Mitsubishi 6G72 V6
- 3.3 л EGA V6

## Друге покоління (1990—1995)

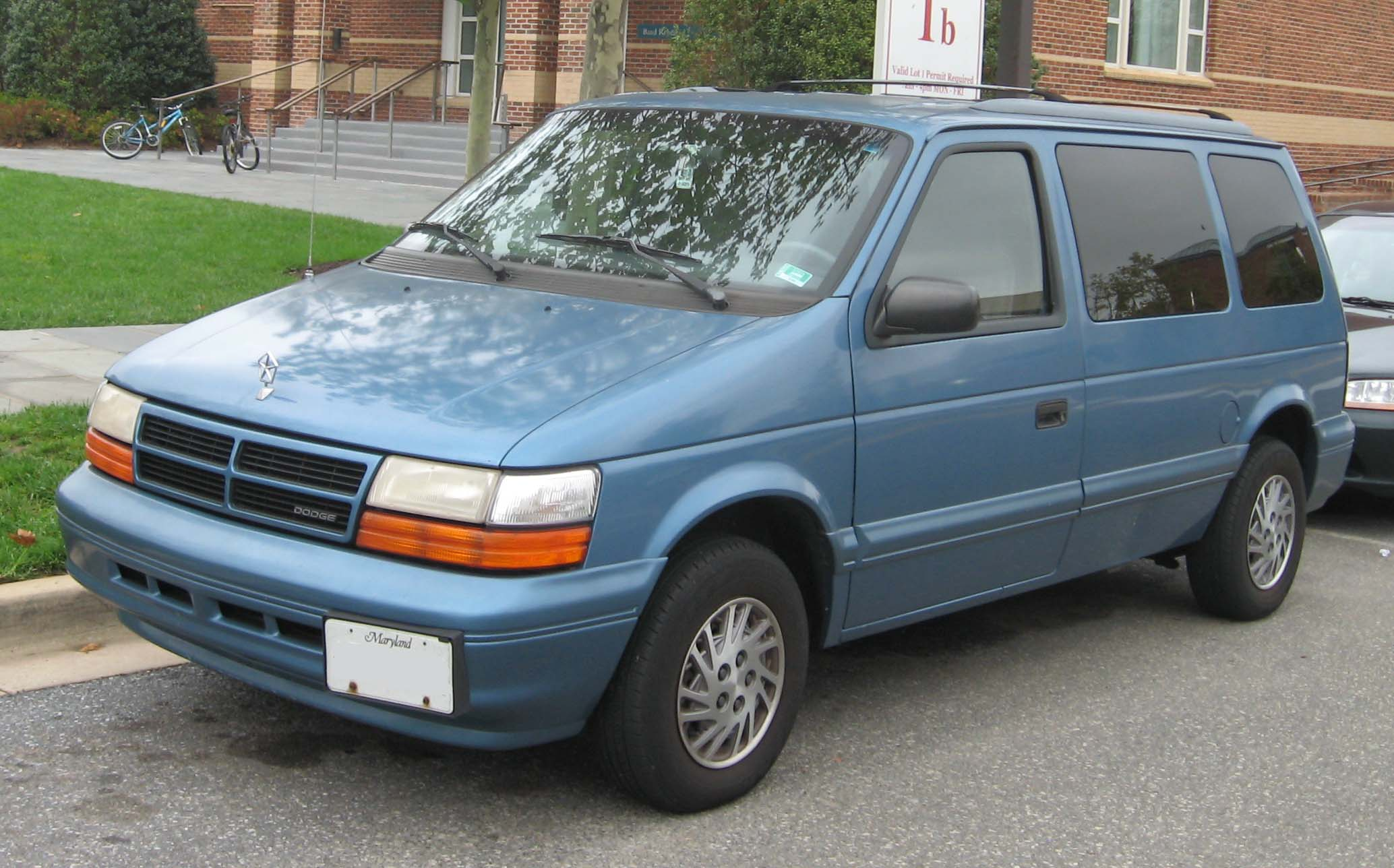
Dodge Caravan (1990—1995)

В березні 1990 року всі моделі сімейства модернізували, кузов та ходову частину суттєво переробили, змінилися навіть габаритні параметри (4525х1830х1680 мм), максимальний об'єм багажника збільшився до 3250 л. Форми кузова стали більш плавними та згладженими. У гамі силових агрегатів з'явився 3,3-літровий 164-сильний бензиновий двигун V6, який встановлюється на модель Grand з подовженою колісною базою (4895х1830х1690 мм). Його використовували до 1994 року. 1991 рік ознаменувався появою повнопривідної модифікації AWD з підключається через вискомуфту незалежним заднім мостом з підвіскою типу De Dion. В цьому ж році лінійка силових агрегатів поповнилася 99-сильний 4-циліндровий двигуном, який став на 15 % економніше самого марнотратного в гамі 3,0-літрового силового агрегату V6, витрачає на трасі до 17 л/100 км.
Автомобіль також компонувався економічним 2,5-літровим турбодизелем потужністю 118 к.с., призначений для європейського ринку з червня 1992 року.

### Двигуни
- 2.5 л EDM I4
- 3.0 л Mitsubishi 6G72 V6
- 3.3 л EGA V6
- 3.8 л EGH V6

## Третє покоління (1995—2001)

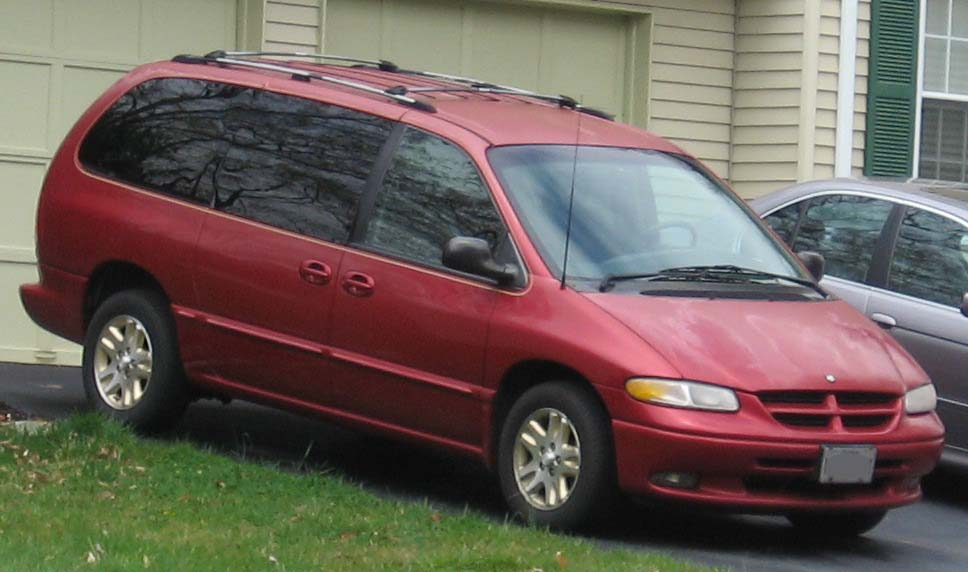
Dodge Grand Caravan (1995—2000)

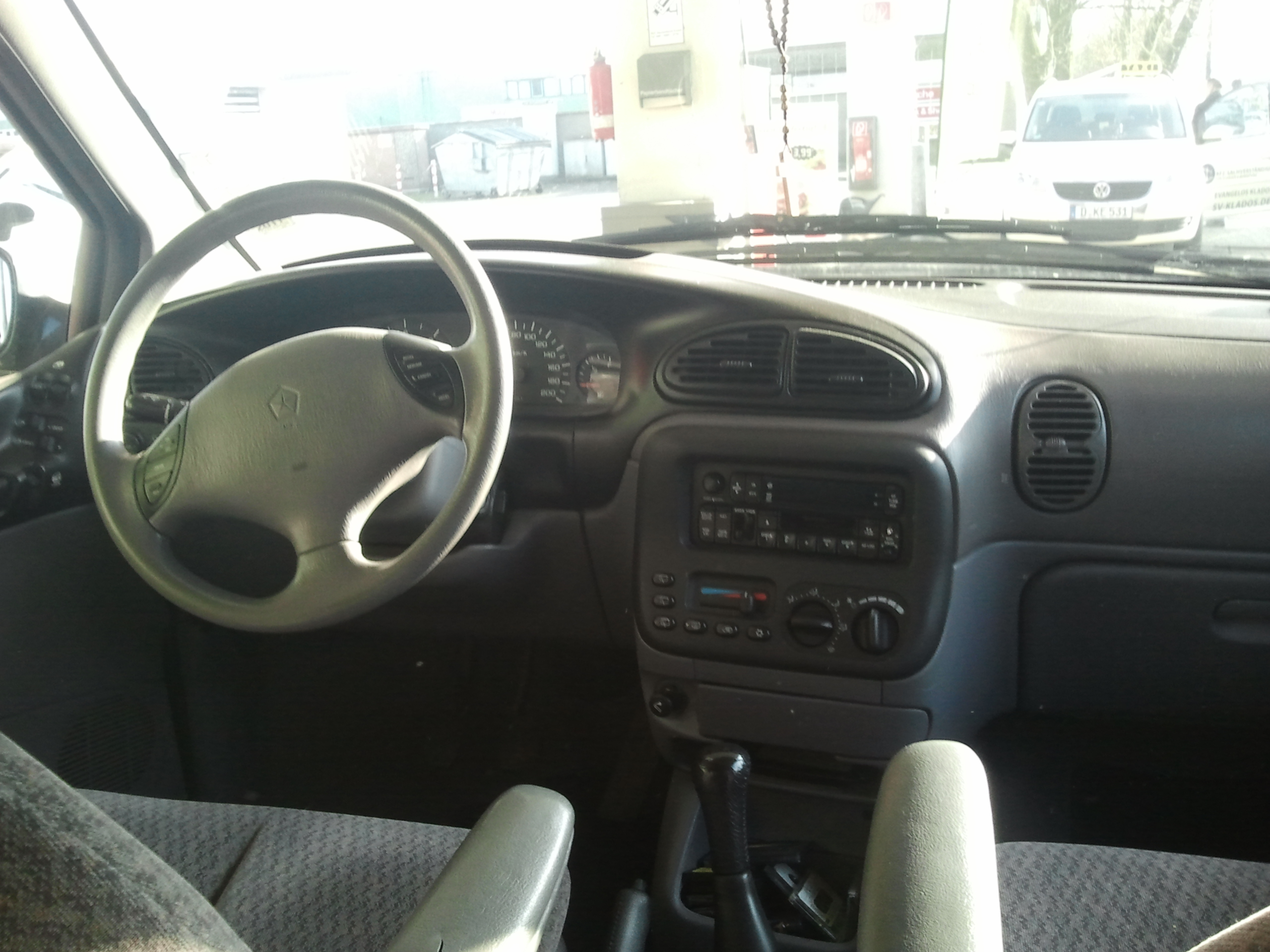

У 1995 році на ринок виходить третє покоління мінівенів Dodge Caravan.
Елегантний обтічний кузов Caravan зі скошеним капотом і сильним нахилом передніх стійок став згодом зразком для наслідування. Випускають дві базові версії — з короткою і довгою базою, які відрізняються стандартною комплектацією і об'ємом багажного відділення. Подовжена версія отримала приставку Grand.
Головна відмінність Caravan третього покоління від попередника — поява двох бічних зсувних дверей, хоча існувала і модифікація з 4-дверним кузовом, в якій з боку водія другі дверцята відсутні. Широкі двері забезпечують зручний доступ в просторий пасажирський салон з трьома рядами сидінь.
Сидіння другого і третього рядів знімні. Вони досить важкі, але при демонтажі їх можна перевозити на невеликих вмонтованих колесах. Для пасажирів другого ряду виведені додаткові дефлектори «грубки».
З'явилася і топ-версія, оснащена 3,8-літровим бензиновим двигуном і повним приводом.

### Двигуни
- 2.4 л EDZ I4
- 2.5 л VM425 turbo diesel I4 (Філіппіни)
- 3.0 л 6G72 V6
- 3.3 л EGA V6 (також етанол)
- 3.8 л EGH V6

## Четверте покоління (2001—2007)

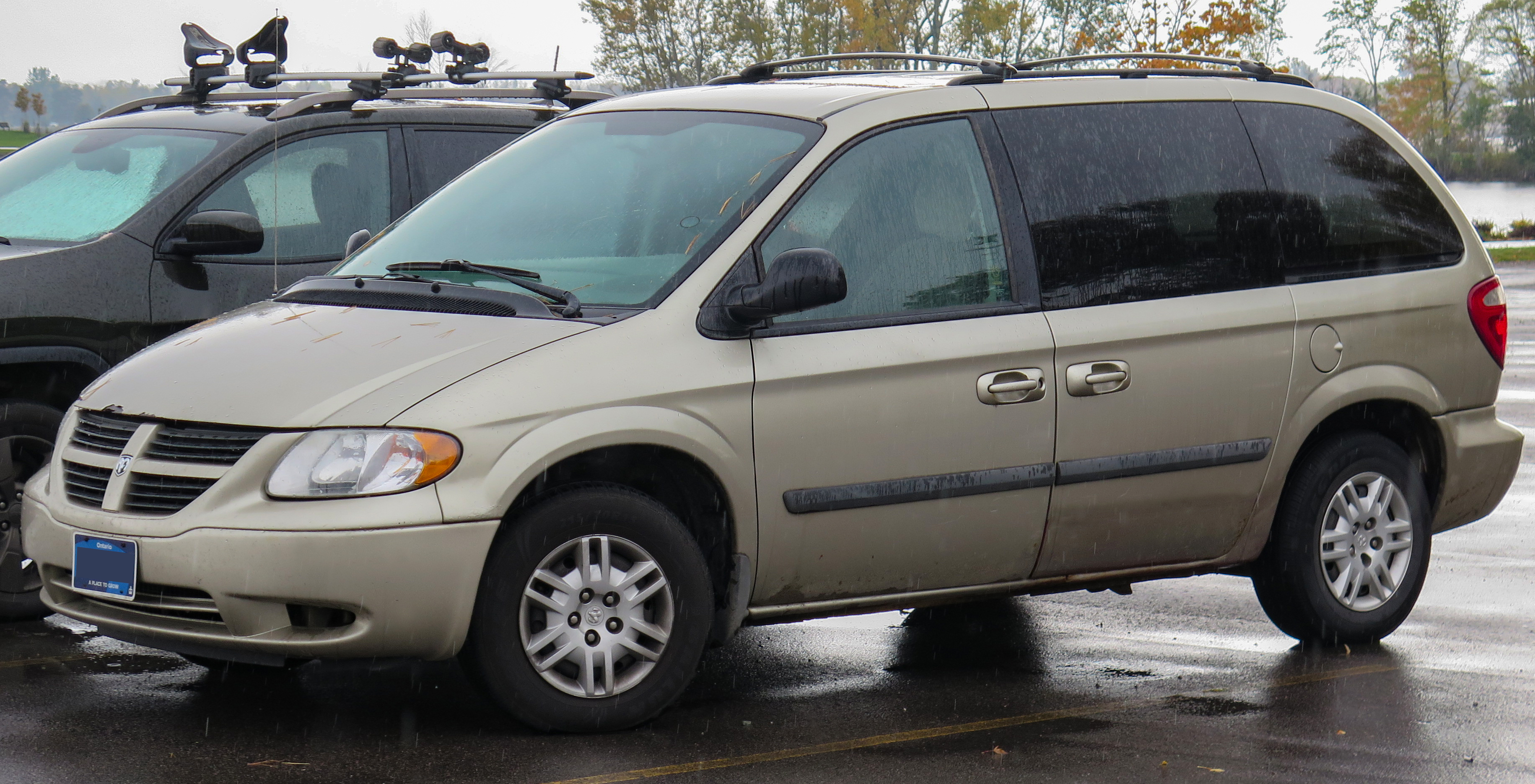
Dodge Caravan (2004—2007)

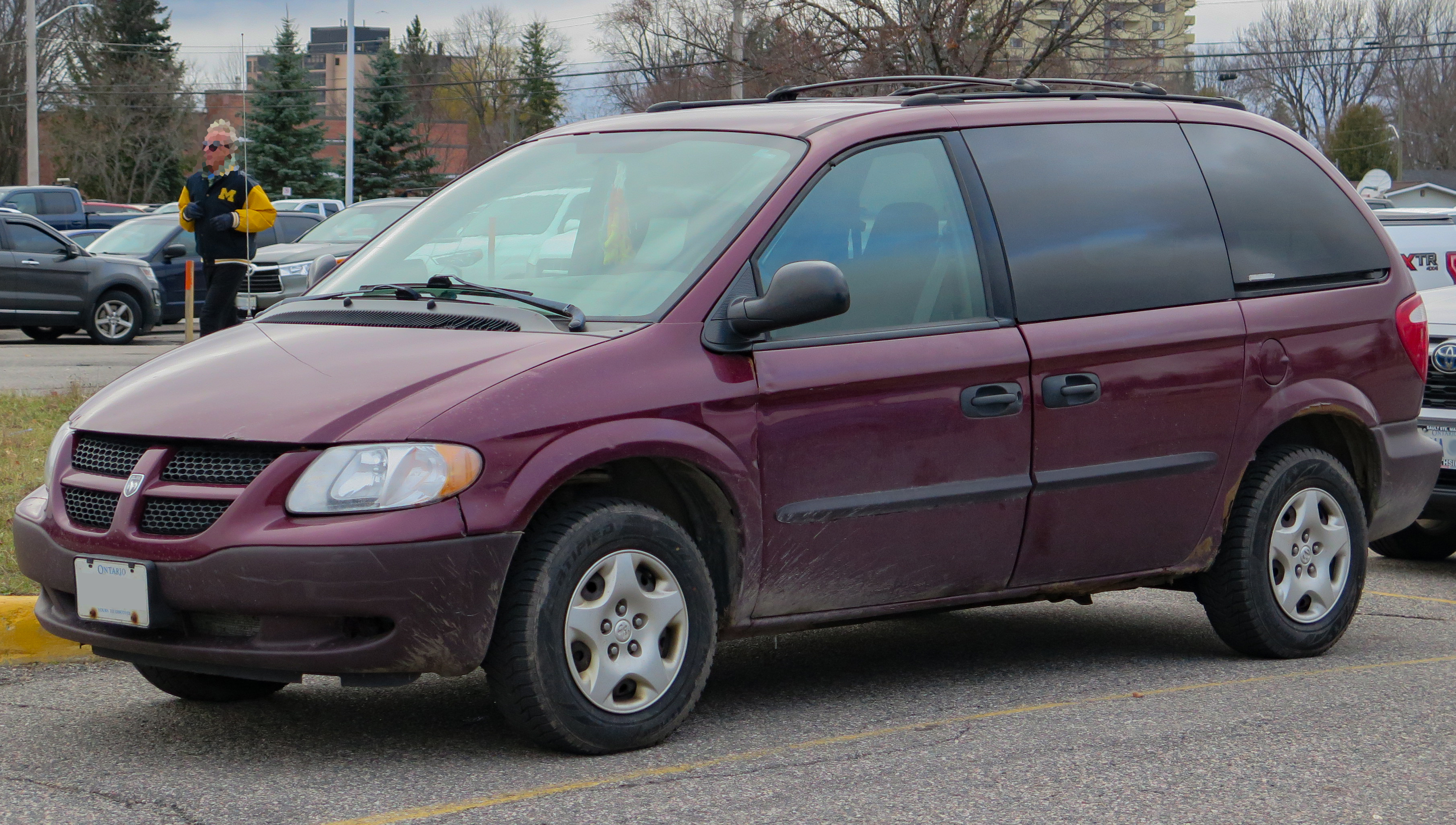
Dodge Caravan (2001—2004)

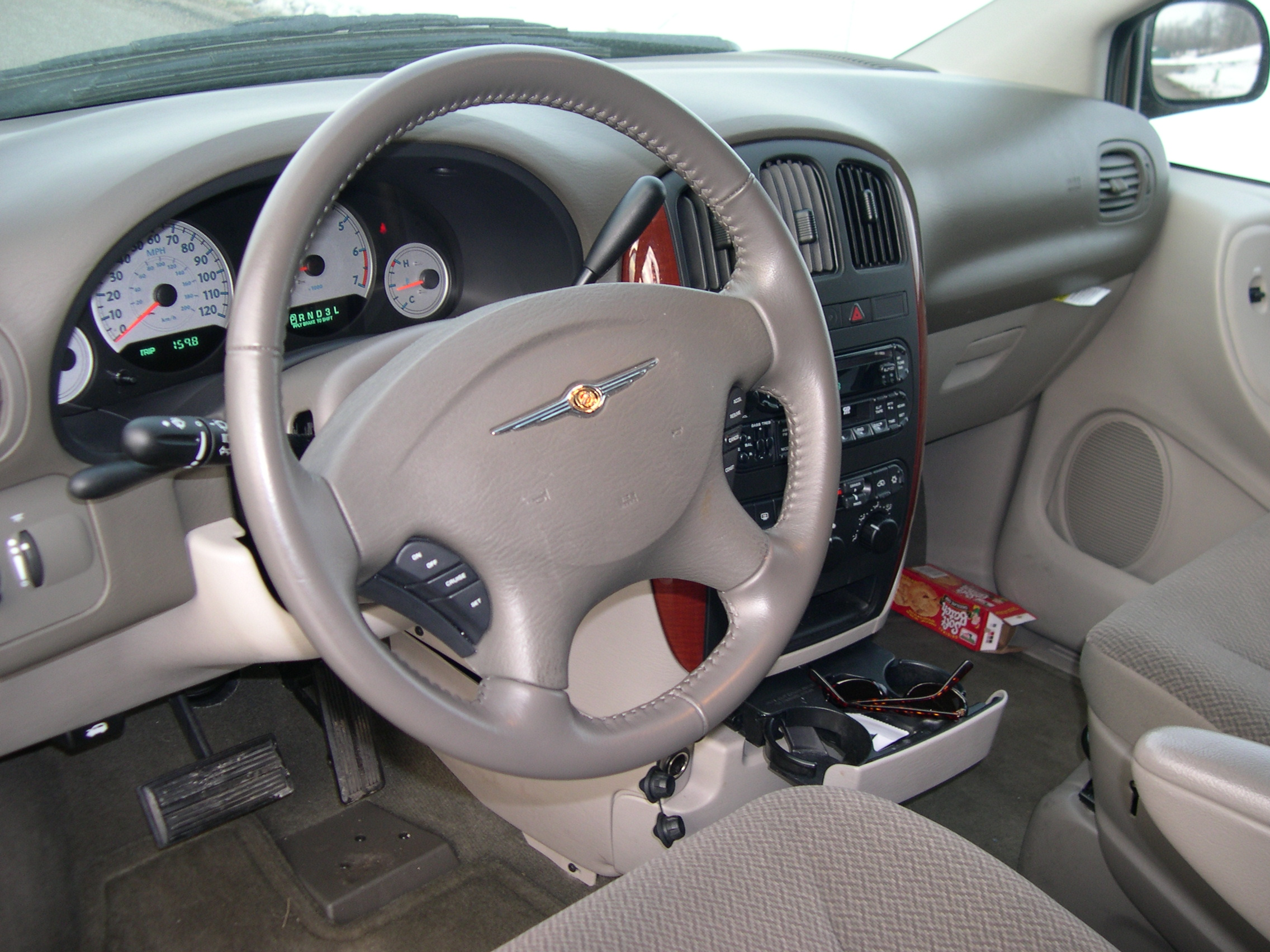

Четверте покоління моделі, представлене в 2001 році, багато в чому копіює попередника. Ті ж кузова, схожий дизайн. Але зі зникненням марки Plymouth на ринку залишилися лише Dodge Caravan і Chrysler Voyager.
Гамма силових агрегатів включає бензинові двигуни об'ємом 2,4 (152 к.с.) і 3,3 літра (160 к.с.), а також турбодизелі обсягом 2,5 і 2,8 л. На Dodge Caravan, який реалізують на американському ринку, турбодизелів не встановлюють, зате передбачено потужніший 3,8-літровий бензиновий двигун потужністю 182 к.с.. У лінійці є модифікації як з 5-ступеневою механічною коробкою, так і з 4-ступеневим «автоматом». Версія з 3,3 — і 3,8-літровими двигунами може комплектуватися повнопривідною трансмісією AWD.
Наступна модернізація торкнулася Caravan в 2004 році. Оновлений мінівен дебютував на NAIAS у Детройті.
Пропонуються дві базові моделі: Caravan з колісною базою 2878 мм і Grand Caravan з колісною базою 3030.
Головні відмінності в інтер'єрі. Це нова полегшена система трансформації сидінь Stow'n Go (у вільному перекладі «склади легко»), за рахунок якої пасажир за секунди може скласти будь-яке з сидінь другого і третього ряду, утворюючи рівну підлогу. Використовували новий наповнювач сидінь, розроблений NASA і гарантує зручність посадки навіть після багатьох годин за кермом. З'явилися оригінальні підстаканники для сидінь другого ряду, а інноваційні системи помітно полегшили вхід на третій ряд сидінь за рахунок миттєвого складається вкрай правого сидіння другого ряду.
Гамма двигунів: 2,4 л R4 16V (155 к.с.) — для Caravan SE; 3,3 л V6 12V (180 к.с.) — для Caravan SXT і Grand Caravan SE і 3,8 л V6 12V (215 к.с.) — для Grand Caravan SXT.

### Двигуни
- 2.4 л EDZ I4
- 2.8 л CRD diesel (Філіппіни)
- 3.0 л Mitsubishi 6G72 V6 (Китай)
- 3.3 л EGA V6
- 3.8 л EGH V6

## П'яте покоління (2007—2020)

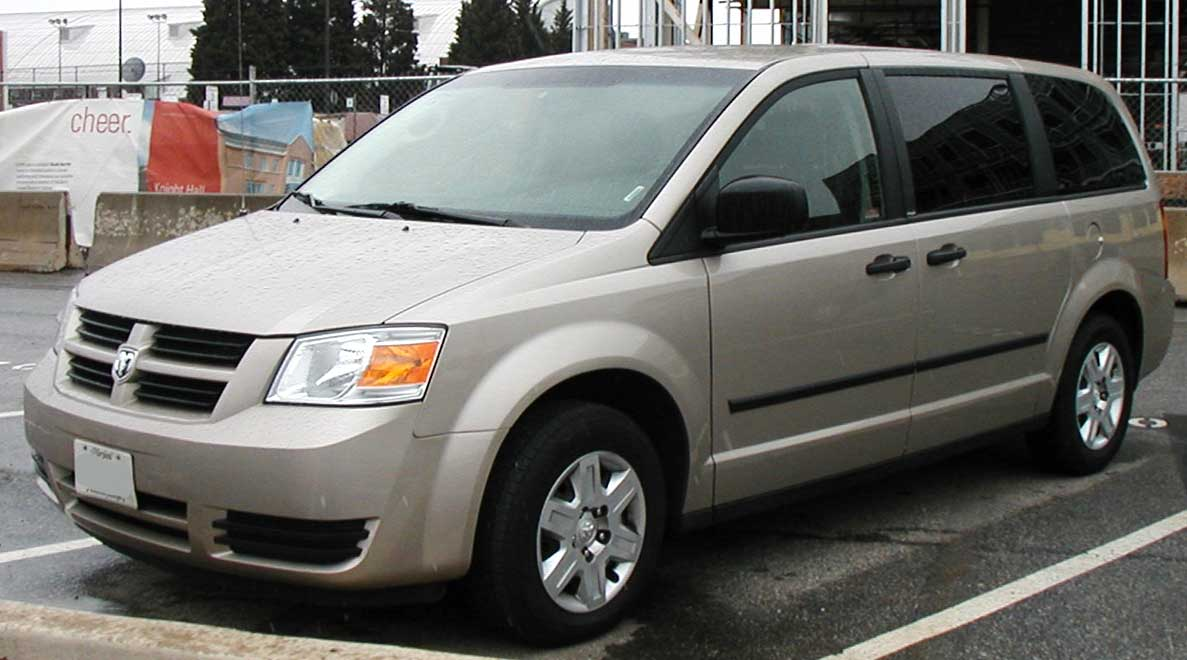
Dodge Grand Caravan (2008—2011)

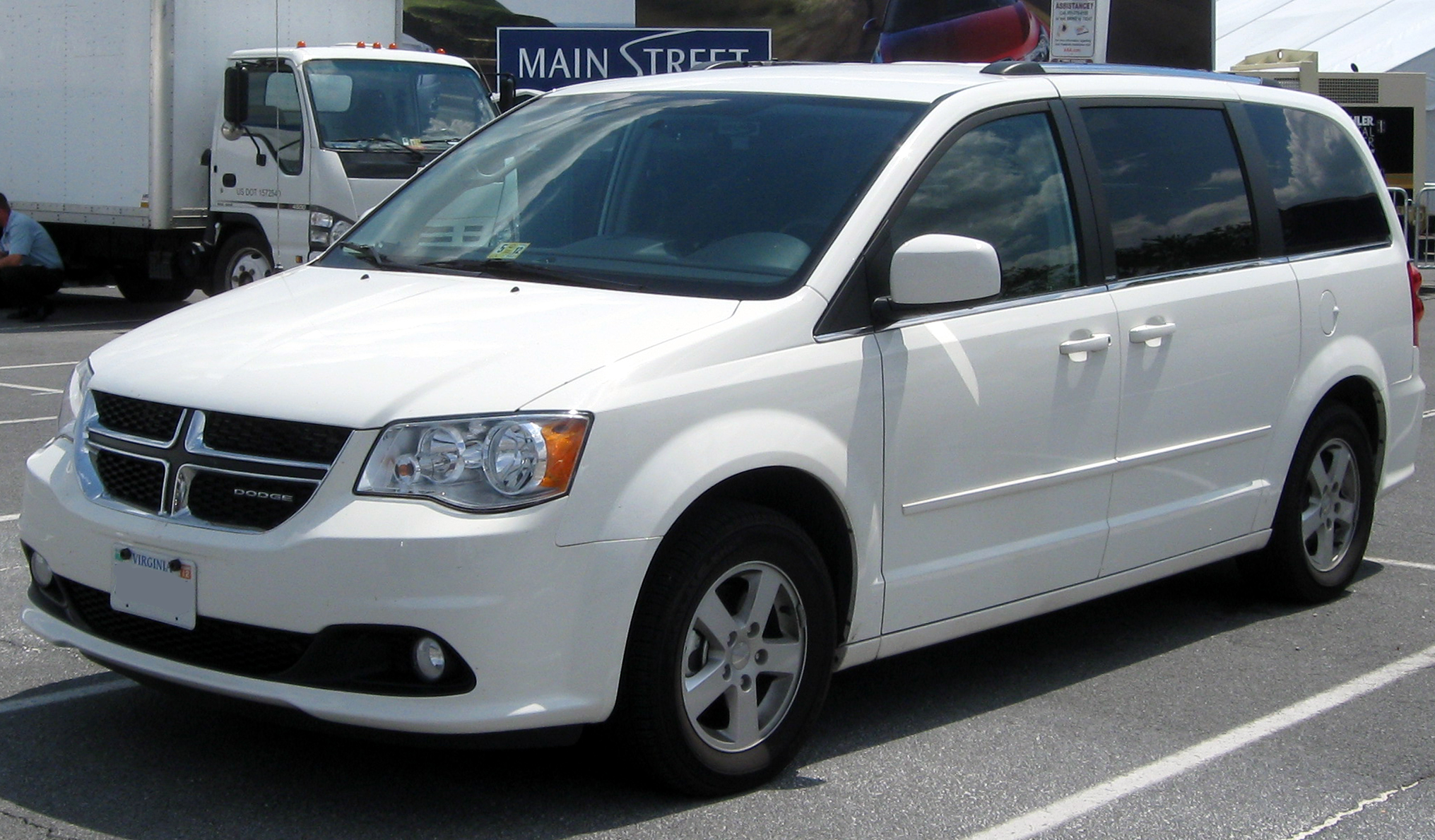
Dodge Grand Caravan (з 2011)

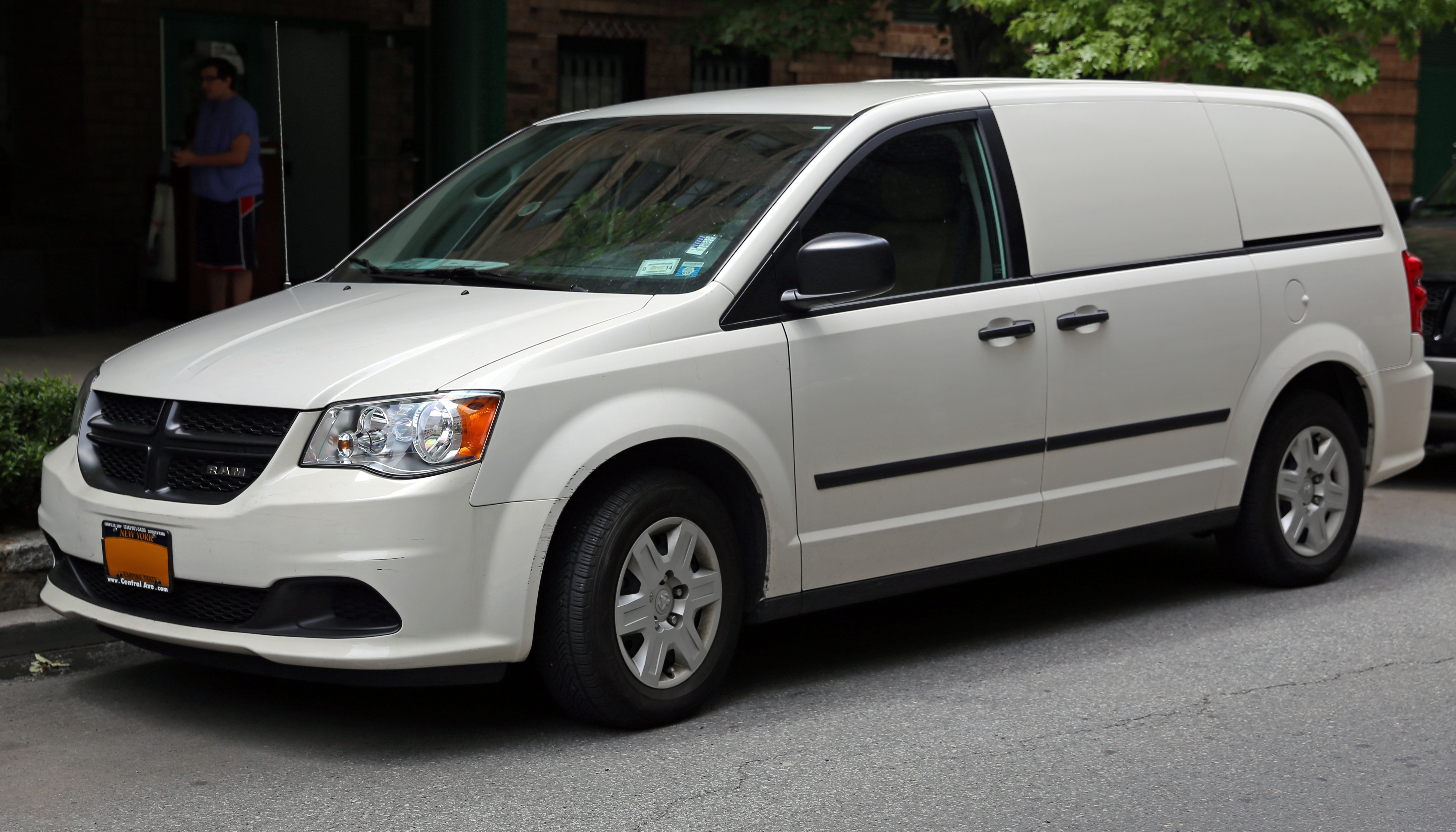
Ram C/V

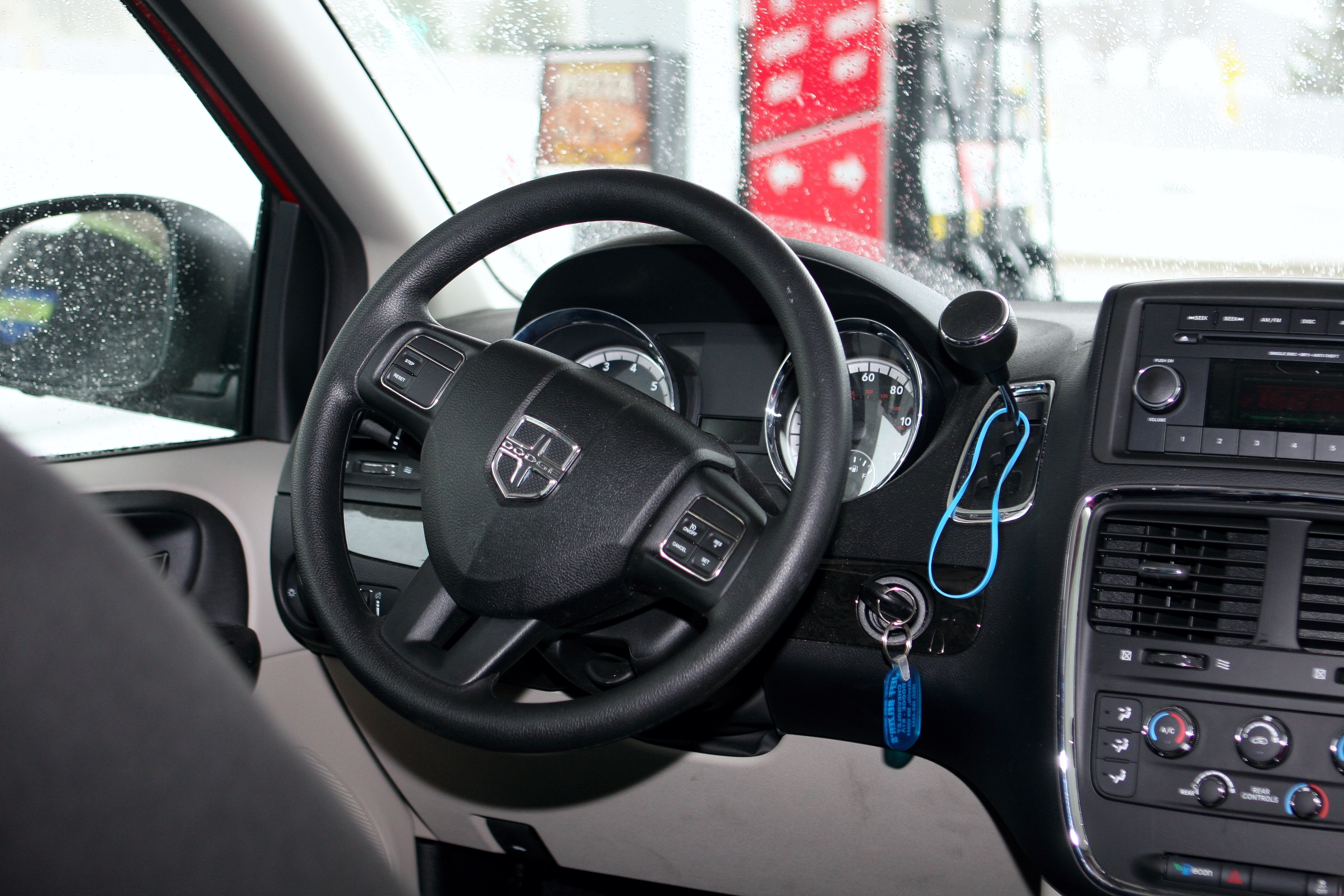

П'яте покоління мінівена дебютувало в 2007 році на Північноамериканському міжнародному автосалоні, як модель 2008 року. Починаючи з цього покоління Chrysler припинив виробництво короткої колісної бази, залишивши тільки довгу базу Grand Caravan. Замість короткої моделі пропонується новий кросовер Dodge Journey.
Автомобіль комплектується 3,8 л V6 двигуном і новим 4,0 л V6, що агрегатуються з 6-ст. АКПП, а також 3,3 л Flex-Fuel V6, що агрегатується з 4-ст. АКПП.

### Фейсліфтинг 2011
Основні зміни були зроблені для 2011 модельного року, як в області дизайну так і функціональності. Підвіска була сильно повторно налаштована.
Всі три колишні двигуни були замінені новим Pentastar 3,6-літровим V6 з шестиступеневою автоматичною коробкою передач, в даний час
єдиним вибором трансмісії для всіх моделей.
Двигун Dodge Grand Caravan видає 283 к.с. Це одна з найпотужніших силових установок в класі мінівенів. З таким двигуном Dodge Grand Caravan розганяється до сотні за 10,2 с.
Мінівен доступний лише з переднім приводом.

### Chrysler Town & Country 2016
Сімейний фургон Town & Country 2016 року представлений у 6-ти комплектаціях: LX, Touring, S, Touring-L, Limited та Limited Platinum. Всі версії Таун Кантрі 2016 року передньопривідні та використовують двигун Pentastar V6 3,6 л. у сполучені з 6-ступеневою автоматичною трансмісією. Pentastar, безперечно, найбільш жвавий двигун у автомобілях Крайслер на сьогоднішній день, та з потужністю 283 к.с. він є лідером у своєму класі. Опційний пакет Trailer-tow Prep Package збільшує тягову силу мінівену Chrysler до 1632,9 кг. Опції та додаткове обладнання для Chrysler Town & Country 2016 року варіюються в залежності від комплектації. Наприклад, система навігації є стандартною для топових версій та опційною для нижчих рівнів комплектації. Серед іншого додаткового обладнання: панорамний люк, точка доступу до мережі інтернет Wi-Fi, покращена мультимедійна система для задніх сидінь із екраном для 3-го ряду та програвачем Blu-ray, підігрів сидінь 1-го та 2-го рядів та ксенонові фари головного світла. 

### Chrysler Grand Voyager
Chrysler Grand Voyager представляє собою величезний 5-дверний 7-місний мінівен компанії Chrysler, який дебютував у 2008 році. Крім високих експлуатаційних характеристик, варто відзначити практичність мінівена. Незважаючи на позитивні сторони автомобіля, є і негативні моменти, так покупцям варто ознайомитися з результатами краш-тестів, які, до речі, не задовільні, особливо, коли мова заходить про показники безпеки для пішоходів. Основними конкурентами Grand Voyager є: Volkswagen Sharan, Ford S-Max і Seat Alhambra. Габарити автомобіля дорівнюють: довжина — 5175 мм, ширина — 1998 мм, висота — 1750 мм, колісна база — 3078 мм.  Для Grand Voyager доступно два двигуна. Дизельний 2,8-літровий 4-циліндровий CRD і бензиновий 3,8-літровий 6-циліндровий. Обидва двигуни працюють в парі з 6-ступеневими автоматичними коробками передач. Дизельний мотор здатний розігнати автомобіль з 0 до 100 км / год за 12,8 секунд, а бензиновий за 12,6. Середня витрата дизельного двигуна становить 7,7л / 100 км, а бензинового 10,2л / 100 км. Максимальна швидкість автомобіля дорівнює 185 і 193 км / год відповідно.
Остання версія Dodge Grand Caravan, яка вироблялася протягом майже 37 років, зійшла з конвеєра 21 серпня 2020 року.
У 2020 році Chrysler відродив Voyager і Caravan під брендом Chrysler.

### Двигуни
- 2.8 л CRD RA428 diesel I4 176 к.с. (Філіппіни)
- 3.3 л EGA V6 175 к.с.
- 3.8 л EGH V6 197 к.с.
- 4.0 л SOHC EGQ V6 251 к.с.
- 3.6 л Pentastar VVT V6 283 к.с.

## Продажі
| Рік  | США     | Канада | Мексика | Всього  |           |
| ---- | ------- | ------ | ------- | ------- | --------- |
| 2002 | 244,911 |        |         | 244,911 |           |
| 2003 | 233,394 |        |         | 233,394 |           |
| 2004 | 242,307 | 63,559 |         | 305,866 |           |
| 2005 | 226,771 | 65,002 |         | 291,773 |           |
| 2006 | 211,140 | 61,901 |         | 273,041 |           |
| 2007 | 176,150 | 55,041 |         | 231,191 |           |
| 2008 | 123,749 | 39,396 |         | 163,145 |           |
| 2009 | 90,666  | 40,283 |         | 130,949 |           |
| 2010 | 103,323 | 55,306 |         | 158,629 |           |
| 2011 | 110,862 | 53,406 |         | 164,268 |           |
| 2012 | 141,468 | 51,552 |         | 193,020 |           |
| 2013 | 124,019 | 46,732 |         | 170,751 |           |
| 2014 | 134,152 | 51,759 |         | 185,911 |           |
| 2015 | 97,141  | 46,927 |         | 144,068 |           |
| 2016 | 127,678 | 51,513 |         | 179,191 |           |
| 2017 | 110.023 | 39,947 | 786     | 161,883 | 4'006.078 |